# Баллистарии

Баллиста и баллистарии.

Баллиста́рии (Balistarii) — солдаты Римской империи и Византии, обслуживающие баллисты. 
В другом источнике указано что прислуга при орудиях называлась balistarii, libratores, также tragularii.

## История
Balistarii (Баллиста́рии) — прислуга орудия, те солдаты, которые ставились прислужниками к метательным машинам, специально к баллистам, на их вооружении было короткое копьё.
В частях вигилов также имелись баллистарии, уничтожавшие из баллист постройки, которые не могли загасить, чтобы избежать дальнейшего распространения огня. Возможно, что в IV—VI веках баллистариями также называли стрелков из арбалетов (manuballistas). Известно, что по крайней мере в одном походе императора Юлиана Отступника охраняли баллистарии и катафрактарии. Вегеций упоминает о том, что перед боевыми порядками стояли воины с арбалетами. Также имеется один барельеф III—IV века, изображающий такого воина. После появления сильных частей конных и пеших лучников значение баллистариев упало.
По данным важнейшего источника рубежа IV—V веков «Notitia Dignitatum» только в восточной части Римской империи дислоцировалось пять мобильных артиллерийских легионов: «Balistarii Seniores» — legio comitatensis в подчинении военного магистра Востока (ND. Or., VII, 43); «Balistarii Iuniores» и «Balistarii Dafnenses» — legio comitatensis в подчинении военного магистра Фракии (ND. Or., VIII, 46, 47); «Balistarii Theodosiaci» — legio pseudocomitatensis в подчинении военного магистра Востока (ND. Or., VII, 57); «Balistarii Theodosiani Iuniores» — legio pseudocomitatensis в подчинении военного магистра Иллирика (ND. Or., IX, 47).
По мнению современных исследователей (О. В. Вус, М. В. Фомин) легионы баллистариев были частями смешанной (пехотно-артиллерийской) структуры: командованию необходимо было обеспечивать заполнение боевых порядков на позициях карробаллист. Предполагается, что в легионах баллистариев насчитывалось до 25 боевых метательных установок, и не менее 975 человек личного состава: 275 баллистариев; 500 воинов в составе пехотной когорты, прикрывавшей позиции баллист, ещё 200 — командиры, тыловики, инженеры, разведчики, саперы и так далее Эпиграфические памятники четко фиксируют пребывание баллистариев в Херсонесе Таврическом в Крыму в 371—375 годах и в 488 году. К 392—393 годах относится упоминание о возведении новых стен Херсонеса механиками под руководством трибуна Флавия Вита, возможно, командира (или викария) легиона баллистариев. Исследователи полагают, что в Херсонесе дислоцировался артиллерийский легион «Balistarii Seniores», способный выполнять широкий спектр заданий. Отличительной чертой легиона была его универсальность: воины-баллистарии участвовали в полевых боях, штурмовали вражеские крепости, обороняли Херсонес, ремонтировали и строили фортификационные сооружения.